# Петрашевский, Василий Михайлович
Василий Михайлович Петрашевский (1787—1845) — русский медик. Действительный статский советник.

## Биография
Выходец из православного духовенства Миргородского уезда Полтавской губернии. Родился в 1787 году.
Учился в Полтавской духовной семинарии, откуда в мае 1806 года был переведён в число казённокоштных воспитанников Императорской медико-хирургической академии. В 1807 году, будучи студентом 3-го класса, стал исполнять обязанности помощника прозектора при профессоре Загорском. Перед окончанием академии, 27 апреля 1809 года император Александр I пожаловал Петрашевскому золотые часы. Окончив курс академии с званием лекаря 1-го отделения и с серебряной медалью, он продолжал нести обязанности помощника прозектора и в то же время стал ординатором Санкт-Петербургского сухопутного госпиталя; в госпитале Петрашевский практически изучал хирургию и изобрел две машины: одну «для протягивания вывихнутых перстных суставов», а другую «для прижатия венечной губной артерии при невозможности ее перевязать». 
В 1810 году (3 декабря) Петрашевский получил от академии диплом на звание медико-хирурга и перешёл в лейб-гвардии Преображенский полк батальонным лекарем; 23 июля 1811 года он поступил полковым штаб-лекарем в Тверской драгунский полк. Перед началом войны, 22 апреля 1812 года был определён главным хирургом 2-й западной армии, а 2 сентября того же года был назначен при графе Милорадовиче главным доктором по авангарду и арьергарду; 18 декабря 1812 года получил чин коллежского асессора. 
Переведённый 30 мая 1813 года в лейб-гвардии Финляндский полк при следовании 2-й гвардейской дивизии от Парижа до Петербурга исправлял должность дивизионного доктора. В это время за отличные труды он был награждён орденом Св. Владимира 4-й степени (27.07.1813) и орденом Св. Анны 2-й степени (23.04.1814 — за отличие во время сражений при Лейпциге и Париже).
В 1816 году он был командирован для устройства дивизионных госпиталей в Нарве, Порхове, Пскове и Новгороде, а в 1817 году — гвардейского госпиталя в Москве, где исполнял должность главного доктора. Наконец, 10 января 1819 года, он был назначен Санкт-Петербургским штадт-физиком и инспектором по лазаретам в Санкт-Петербурге и его губернии, а с 14 апреля — главным доктором при заведениях Санкт-Петербургского «Приказа общественного призрения». В том же году он был командирован в учреждённую на Волковом кладбище больницу в заведении старообрядцев-беспоповцев и устроил особое отделение для сифилитиков при Калинкинской больнице. 
Медико-хирургическая академия признала 26 ноября 1821 года Василия Михайловича Петрашевского доктором медицины и хирургии — без экзамена. В 1822 году он получил бриллиантовый перстень. В 1824 году, после наводнения, им был написан проект об устройстве больницы на Васильевском острове на 250 человек, которая и была устроена возле Тучкова моста. 
С 12 декабря 1824 года — статский советник; 14 января 1826 года получил орден Св. Владимира 3-й степени. В декабре 1825 года был приглашён для оказания помощи смертельно раненому на Сенатской площади генералу М. А. Милорадовичу. 
В 1830 году он занимался устройством холерных больниц; с 1831 года — их временный медицинский инспектор. В 1835 году был командирован в Гдовский уезд для борьбы с сибирской язвой. В 1837 году составил проекты, планы и штаты для устройства больниц в уездных городах Санкт-Петербургской губернии (Шлиссельбурге, Ямбурге и Гдове). 
В 1839 году (21 марта) был уволен от должности штадт-физика, а с 16 июля 1841 года состоял при главном инспекторе медицинской части по армии баронете Виллие по особым поручениям; будучи в этой должности до самой смерти, 26 марта 1844 года Петрашевский был произведён в действительные статские советники.
Умер 29 мая (10 июня) 1845 года и похоронен на Волковом кладбище.
В 1846 году вдова Феодора Дмитриевна, сын — коллежский секретарь Михаил, дочери девицы: София, Елизавета, Ольга и Александра, — Санкт-Петербургским уездным судом были объявлены наследниками В. М. Петрашевского; они наследовали недвижимое имение В. М. Петрашевского: два дома в Санкт-Петербурге, 4-й Адмиралтейской части, 4-го квартала, по ул. Б. Садовой, под № 118 и по ул. Грязной, под № 8; дворовое место в Ямской слободе; деревню с крестьянами в Новоладожскому уезде, — а также разное движимое имущество. 

## Семья
Жена, Феодора Дмитриевна, урождённая Фалеева (1800 или 1801—7.02.1867), младшая дочь московского 1-й гильдии купца, московского городского головы (1804—1806) и управляющего Императорским Московским коммерческим училищем (1804—1806), надворного советника с правом купечества и кавалера Дмитрия Фёдоровича Фалеева (10.05.1750—5.10.1827); могила его утрачена.
Их дети:
- Михаил (1821—1866)
- София (ок. 1823 — 1894); 23 июля 1847 года вышла замуж за подполковника Петра Фёдоровича Демора (1802—1873)
- Елизавета (?—?); 5 ноября 1847 года вышла замуж за штабс-капитана Захария Ильича Верховского (8.02.1812—20.04.1882), с 12.10.1874 — генерал-майор. Их дети: Маргарита, Александра, Вера, Екатерина, Иван, Илья, Лидия старшая, Сергей, Лидия младшая.
- Ольга (?—?); в замужестве с 11 ноября 1851 года за полковником Николаем Ивановичем Поповым (?—3.10.1863), с 1.01.1863 — генерал-майор. Их дети: Александр (1852—?), Мария (родилась через неделю после смерти отца).
- Александра (1839—?), в замужестве Семевская.